# 在這湛藍的地球上
《在這湛藍的地球上》（日語：青い青いこの地球に）是上原杏美的出道单曲。CD编号为GZCA-2019。

## 概要
出道单曲。为名侦探柯南的片尾曲，公信榜获得第9位。

## 收录曲
1. 青い青いこの地球（ほし）に
作詞：上原杏美・AZUKI七　作曲：大野愛果　編曲：尾城九龍
《名侦探柯南》（读卖电视台）片尾曲。
2. 青い青いこの地球に〜Short Ver.Little boy blue mix〜
3. Precious Days
作詞：上原あずみ　作曲：川島だりあ　編曲：尾城九龍
4. 青い青いこの地球に〜Long Ver.Remix〜
5. 青い青いこの地球に〜Instrumental〜

## 收录专辑
- 無色（#1）
- GIZA studio Masterpiece BLEND 2001 （#1）
- THE BEST OF DETECTIVE CONAN 2 〜名探偵コナン テーマ曲集2〜
- GIZA studio 10th Anniversary Masterpiece BLEND 〜FUN Side〜（#1）

| 电视动画《名侦探柯南》片尾曲 2001年8月27日 - 2002年1月21日 |                               |                                 |
| 前作： 倉木麻衣 《always》                                 | 上原杏美 《在這湛藍的地球上》 | 次作： GARNET CROW 《梦醒之后》 |